# Blackbolbus hoplocephalus
Blackbolbus hoplocephalus är en skalbaggsart som beskrevs av Lea 1916. Blackbolbus hoplocephalus ingår i släktet Blackbolbus och familjen Bolboceratidae. Inga underarter finns listade.